# Río Warunta
El río Warunta  es un río que desemboca en la Laguna de Warunta, en sí mismo colindante al Laguna de Caratasca por la costa Caribe del norte de Honduras en el Departamento de Gracias a Dios.